# Aaron Hunt
Aaron Hunt (Goslar, 1986. szeptember 4. –) német válogatott labdarúgó, aki a Hamburger SV középpályása.

## Statisztika
| Klub teljesítmény                  | Klub teljesítmény         | Klub teljesítmény         | Bajnokság | Bajnokság | Kupa      | Kupa      | Ligakupa      | Ligakupa      | Nemzetközi | Nemzetközi | Összesen | Összesen | Források    |
| Klub                               | Bajnokság                 | Szezon                    | Mérk.     | Gólok     | Mérk.     | Gólok     | Mérk.         | Gólok         | Mérk.      | Gólok      | Mérk.    | Gólok    | Források    |
| Németország                        | Németország               | Németország               | Bajnokság | Bajnokság | DFB-Pokal | DFB-Pokal | DFB-Ligapokal | DFB-Ligapokal | UEFA       | UEFA       | Összesen | Összesen | Források    |
| ---------------------------------- | ------------------------- | ------------------------- | --------- | --------- | --------- | --------- | ------------- | ------------- | ---------- | ---------- | -------- | -------- | ----------- |
| Werder Bremen II                   | Regionalliga Nord         | 2003–04                   | 7         | 2         | —         | —         | —             | —             | —          | —          | 7        | 2        | [ 2 ]       |
| Werder Bremen II                   | Regionalliga Nord         | 2004–05                   | 22        | 6         | —         | —         | —             | —             | —          | —          | 22       | 6        | [ 3 ]       |
| Werder Bremen                      | Bundesliga                | 2004–05                   | 10        | 1         | 3         | 0         | 0             | 0             | 1          | 0          | 14       | 1        | [ 3 ] [ 4 ] |
| Werder Bremen                      | Bundesliga                | 2005–06                   | 7         | 0         | 3         | 2         | 1             | 0             | 6          | 0          | 17       | 2        | [ 5 ] [ 6 ] |
| Werder Bremen II                   | Regionalliga Nord         | 2005–06                   | 6         | 1         | —         | —         | —             | —             | —          | —          | 6        | 1        | [ 5 ]       |
| Werder Bremen II                   | Regionalliga Nord         | 2006–07                   | 2         | 0         | —         | —         | —             | —             | —          | —          | 2        | 0        | [ 7 ]       |
| Werder Bremen                      | Bundesliga                | 2006–07                   | 28        | 9         | 1         | 0         | 1             | 0             | 12         | 0          | 42       | 9        | [ 7 ] [ 8 ] |
| Werder Bremen                      | Bundesliga                | 2007–08                   | 14        | 1         | 1         | 0         | 0             | 0             | 5          | 1          | 20       | 2        | [ 9 ]       |
| Werder Bremen                      | Bundesliga                | 2008–09                   | 18        | 2         | 2         | 0         | —             | —             | 8          | 0          | 28       | 2        | [ 10 ]      |
| Werder Bremen                      | Bundesliga                | 2009–10                   | 32        | 9         | 6         | 1         | —             | —             | 8          | 1          | 46       | 11       | [ 11 ]      |
| Werder Bremen                      | Bundesliga                | 2010–11                   | 29        | 3         | 2         | 0         | —             | —             | 7          | 0          | 38       | 3        | [ 12 ]      |
| Werder Bremen                      | Bundesliga                | 2011–12                   | 18        | 3         | 1         | 0         | —             | —             | —          | —          | 19       | 3        | [ 13 ]      |
| Werder Bremen                      | Bundesliga                | 2012–13                   | 28        | 11        | 1         | 0         | —             | —             | —          | —          | 29       | 11       | [ 14 ]      |
| Werder Bremen                      | Bundesliga                | 2013–14                   | 31        | 7         | 1         | 0         | —             | —             | —          | —          | 32       | 7        | [ 15 ]      |
| Werder Bremen összesen             | Werder Bremen összesen    | Werder Bremen összesen    | 215       | 46        | 21        | 3         | 2             | 0             | 47         | 2          | 285      | 51       | —           |
| Werder Bremen II összesen          | Werder Bremen II összesen | Werder Bremen II összesen | 37        | 9         | —         | —         | —             | —             | —          | —          | 37       | 9        | —           |
| Wolfsburg                          | Bundesliga                | 2014–15                   | 12        | 2         | 2         | 0         | —             | —             | 4          | 2          | 18       | 4        | [ 16 ]      |
| Wolfsburg                          | Bundesliga                | 2015–16                   | 2         | 0         | 0         | 0         | 0             | 0             | 0          | 0          | 2        | 0        | [ 17 ]      |
| Wolfsburg összesen                 | Wolfsburg összesen        | Wolfsburg összesen        | 17        | 2         | 2         | 0         | 5             | 2             | 0          | 0          | 24       | 2        | —           |
| Hamburg                            | Bundesliga                | 2015–16                   | 1         | 0         | 0         | 0         | —             | —             | 0          | 0          | 1        | 0        | [ 17 ]      |
| Karrier összesen                   | Karrier összesen          | Karrier összesen          | 270       | 57        | 23        | 3         | 52            | 4             | 2          | 0          | 347      | 64       | —           |
| Utolsó frissítés: 2015. január 31. |                           |                           |           |           |           |           |               |               |            |            |          |          |             |

## Sikerei, díjai
- Werder Bremen
  - Német ligakupa: 2006
  - Német kupa: 2008–09
- VfL Wolfsburg
  - Német kupa: 2014–15
  - Német szuperkupa: 2015